# Reinprecht III. vom Graben
Reinprecht III. vom Graben (der Ältere) sowie Reinprecht III. ab dem Graben (* Schloss Alt-Grabenhofen; † vor 1413) war ein steirischer Edelmann und entstammte dem edelfreien Geschlecht der Herren von Graben aus deren Konradinischen Linie am Graben.

## Biografie

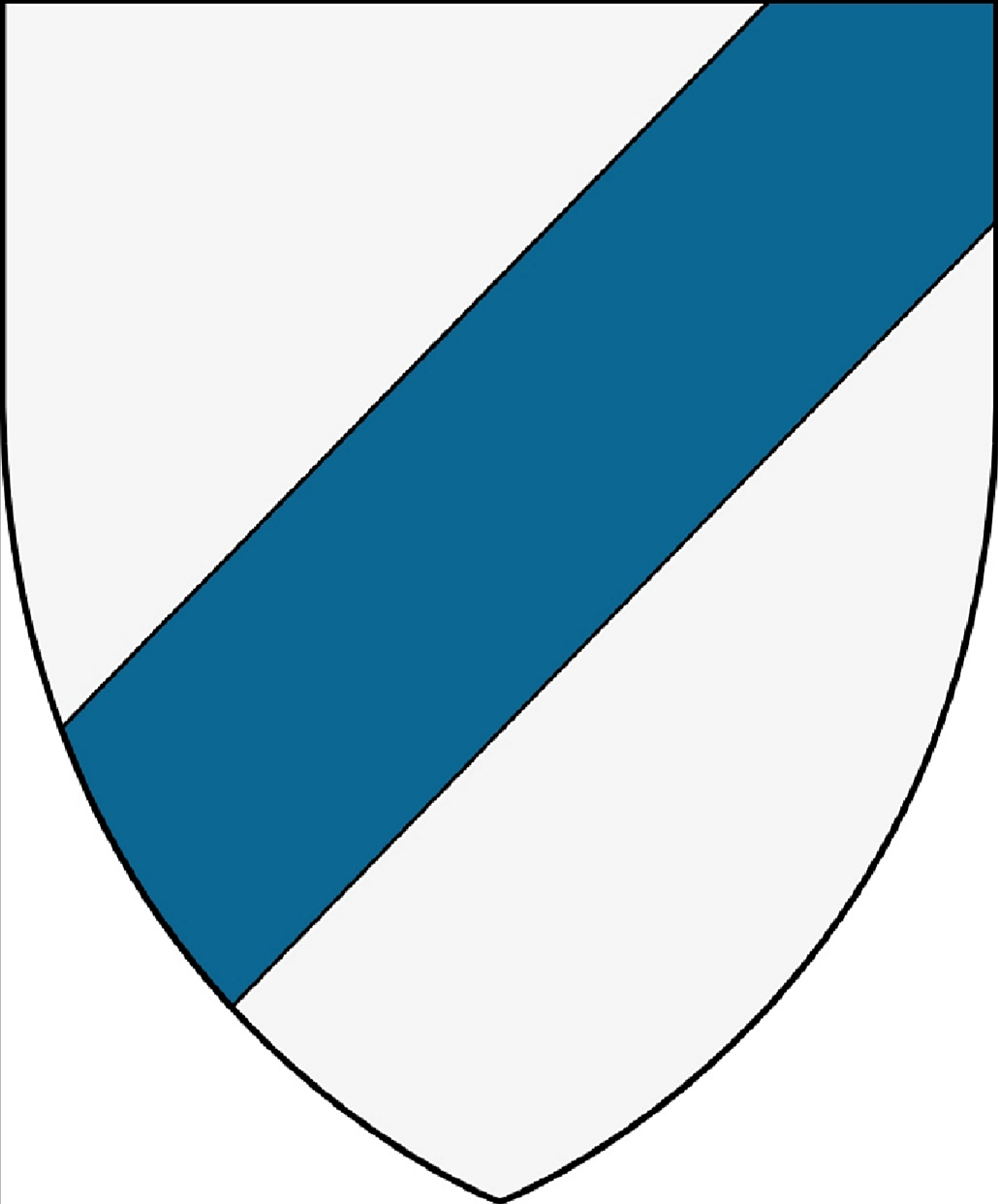
Wappen der Krainer Stammlinie sowie der Konradinischen Linie am Graben (Graz)

Die Graben der Linie Am Graben waren Lehensleute 
der Herren von Walsee und der Stubenberger und mit dem Stift Rein verbunden. Der Sohn von Walther vom Graben und Neffe von Konrad I. vom Graben und Ulrich I. von Graben wurde wohl auf Schloss Alt-Grabenhofen geboren. Erstmals erwähnt wurde er im Jahre 1325, welches als sein Geburtsjahr gelten könnte, in der Chronik des Stiftes Rein. Im Jahre 1356 trat er als (Haupt)erbe seines Vetters Konrad II. vom (ab dem) Graben auf, welcher als Stammherr des Grafen- und Fürstengeschlechts der Orsini-Rosenberg aufgetreten sein könnte. Reinprecht wurde im Jahre 1385 die Bergobrigkeit (Bergrechte) am Grazer Rosenberg (der Schloss Alt-Grabenhofen begrenzende Hügel) verliehen.
Zwischen den Jahren 1373 und 1400 empfing Reinprecht das Seckauer Lehen. Als landesfürstlicher Pfleger (Burggraf) von Spital am Pyhrn wurde er im Jahre 1396 genannt. Im Jahre 1410 erschien er in einer Urkunde seines Vetters Cholman von Windischgraetz. Im Jahre 1403 wurde er in einer Urkunde als Vertreter des Hauptmanns in Steyr (oder auch der Steiermark) genannt. Auch mit dem auf Schloss Kornberg residierenden Familienzweig, der sogenannten Kornberger Linie, stand Reinprecht in enger Beziehung; er siegelte Kontrakte der Herren Friedrich I. und dessen Sohn Friedrich II. von Graben sowie die Heiratsurkunde von Katrey von Graben, einer Tochter (?) Friedrichs I., und Niclas von Roggendorf sowie im Jahre 1399 in einer Verkaufsurkunde der Kornberger Graben an den Freisinger Bischof Berthold von Wehingen. Das interessante hierbei ist, das alle Siegel noch gut erhalten sind und bei den beiden Friedrichs das neuere Wappen mit dem aufrechten Spaten zeigt, bei Reinprecht aber das alte Graben-Stammwappen mit dem Schrägbalken. Reinprecht III. ist vor dem Jahr 1413 am hof Am Graben verstorben.
Reinprecht war zwei Mal verehelicht; bei seiner ersten Gattin fehlt die Identität gänzlich, seine zweite Gattin hieß Ursula, die 1413 als Witwe verzeichnet wurde. Der Hof am Graben ging über seine Erbtochter Affra vom Graben (Grabner) († vor 1458), Ehefrau des Caspar Hann, mittels Vererbung an die Hann und die Fladnitz.

## Information
Die Daten zu diesem Artikel wurden aus der Von Graben Forschung von Matthias Laurenz Gräff übernommen.